# Focus Features
Focus Features (antes USA Films) é uma divisão de cinema da NBC e Universal Studios, que agem como produtor e o distribuidor de seus próprios filmes e distribuidor para filmes estrangeiros. 
A Focus serve também como um produtor e um distribuidor de filmes de ação/horror de baixo-orçamento com sua divisão Rogue Pictures (similar à Dimension Films da The Weinstein Company e a Screen Gems da Sony Pictures)
Seu maior sucesso até hoje foi O Segredo de Brokeback Mountain, que arrecadou mais de 178 milhões de dólares ao redor do mundo, sendo pouco mais de 83 milhões somente nas bilheterias americanas, e ganhando três de oito indicações ao Oscar.

## Principais filmes da produtora
- Brilho Eterno de uma Mente sem Lembranças
- Orgulho e Preconceito
- 21 Gramas
- Encontros e Desencontros
- Desejo e Reparação
- Longe do Paraíso
- O Jardineiro Fiel
- Um Homem Sério
- Milk - A Voz da Igualdade
- Amor por Acaso
- Diários de Motocicleta
- Senhores do Crime
- O Segredo de Brokeback Mountain
- Coraline e o Mundo Secreto
- Harriet (filme)